# Яблучний штрудель
Яблучний штрудель (нім. Apfelstrudel:  чеськ. štrúdl; Їдиш : שטרודל) — традиційний віденський штрудель, популярне пе́чиво в Австрії, Баварії, Чехії, Північній Італії, Словенії, Хорватії та інших країнах Європи, які колись належали до Австро-Угорської імперії (1867–1918).

## Походження назви
Штрудель, німецьке слово, походить від середньоверхньонімецького слова, що означає «вир».
Яблучний штрудель італійською звучить strudel di mele, польською — strudel jabłkowy, румунською — strudel de mere, словенською — jabolčni zavitek, хорватською — štrudla od jabuka або savijača s jabukama, угорською — almásrétes, німецькою — Apfelstrudel.

## Історія
Найстаріший відомий рецепт штруделя датується 1697 роком, рукописний рецепт зберігається у Віденській бібліотеці в Ратуші.
Штрудель набув своєї популярності у XVIII столітті за часів Габсбурзької імперії (1278–1780) як різновид солодкого або солоного багатошарового тіста з начинкою всередині. австрійське кухарство сформувалося під впливом багатьох народів протягом багатьох століть експансії Австрійської імперії Габсбургів. Штрудель пов'язаний із традиційним пе́чивом Османської імперії — пахлавою, яка потрапила до Австрії з Туреччини через угорське кухарство.
Штрудель найчастіше асоціюється з австрійським кухарством, але також є традиційною печивом на всій території колишньої Австро-Угорської імперії. У цих країнах яблучний штрудель є найпопулярнішим різновидом штруделя. Яблучний штрудель вважається національною стравою Австрії разом з віденським шніцелем і тафельшпіцем.
Штрудель (на ідиш: שטרודל, вим. shtrudl) також асоціюється з ашкеназькою єврейською кухнею, зокрема німецьких, швейцарських та австрійських євреїв-ашкеназі. У євреїв популярною є начинка з яблук і родзинок.
Німецькі та австрійські іммігранти в XIX столітті привезли страву до південної Бразилії, де її можна знайти в більшості пекарень. Зазвичай вона зберігає свою оригінальну німецьку назву Apfelstrudel, але іноді перекладається як «Strudel de Maçã» (яблучний штрудель) або «Folheado de Maçã» (яблучне листове тісто).

## Випічка

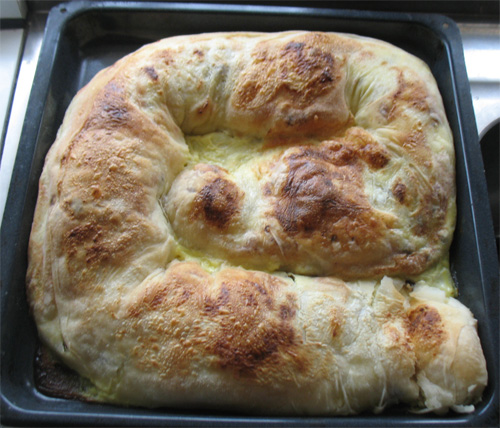
Домашній старомодний яблучний штрудель в духовці, закручений і наповнений яблучною начинкою

Яблучний штрудель має вигляд подовгуватої оболонки з тіста з яблучною начинкою всередині. Начинка готується з тертих яблук (зазвичай терпких, хрустких і ароматних сортів, таких як яблука Winesap), цукру, кориці і сухарів.
Для штруделя використовується бездріжджове тісто. Класичне тісто складається з борошна, олії (або масла) і солі, хоча в домашньому рецепті існує багато варіацій.
Для яблучного штруделя використовується тонке, еластичне тісто, що складається з багатьох шарів і відоме як «Blätterteig», традиційне приготування якого є важким процесом. Тісто замішують ударами, часто об стільницю. Якщо воно виходить густе і з грудочкам, то таке тісто зазвичай викидають і починають готувати нову партію. Після замішування тісто відпочиває, потім його розкочують на широкій поверхні і розтягують, поки воно не досягне товщини, подібної до філо. Пекарі стверджують, що один шар має бути таким тонким, щоб через нього можна було читати газету. Тісто також ретельно розтягують, щоб воно було достатньо великим, щоб накрити стіл для замішування.
Начинку накладають у лінію на порівняно невеликій ділянці тіста й накривають тістом, залишки якого загортаються навколо, поки не буде використано все тісто. Потім штрудель запікають у духовці та подають теплим. Яблучний штрудель традиційно подають шматочками, посипавши цукровою пудрою.
У традиційному віденському штруделі начинка накладається на 3/4 тіста, а потім її загортають в тісто, створюючи закручену структуру при поперечному розрізі штруделя. Можливо, через це і походить назва, що означає коловорот або вир.

## Подача

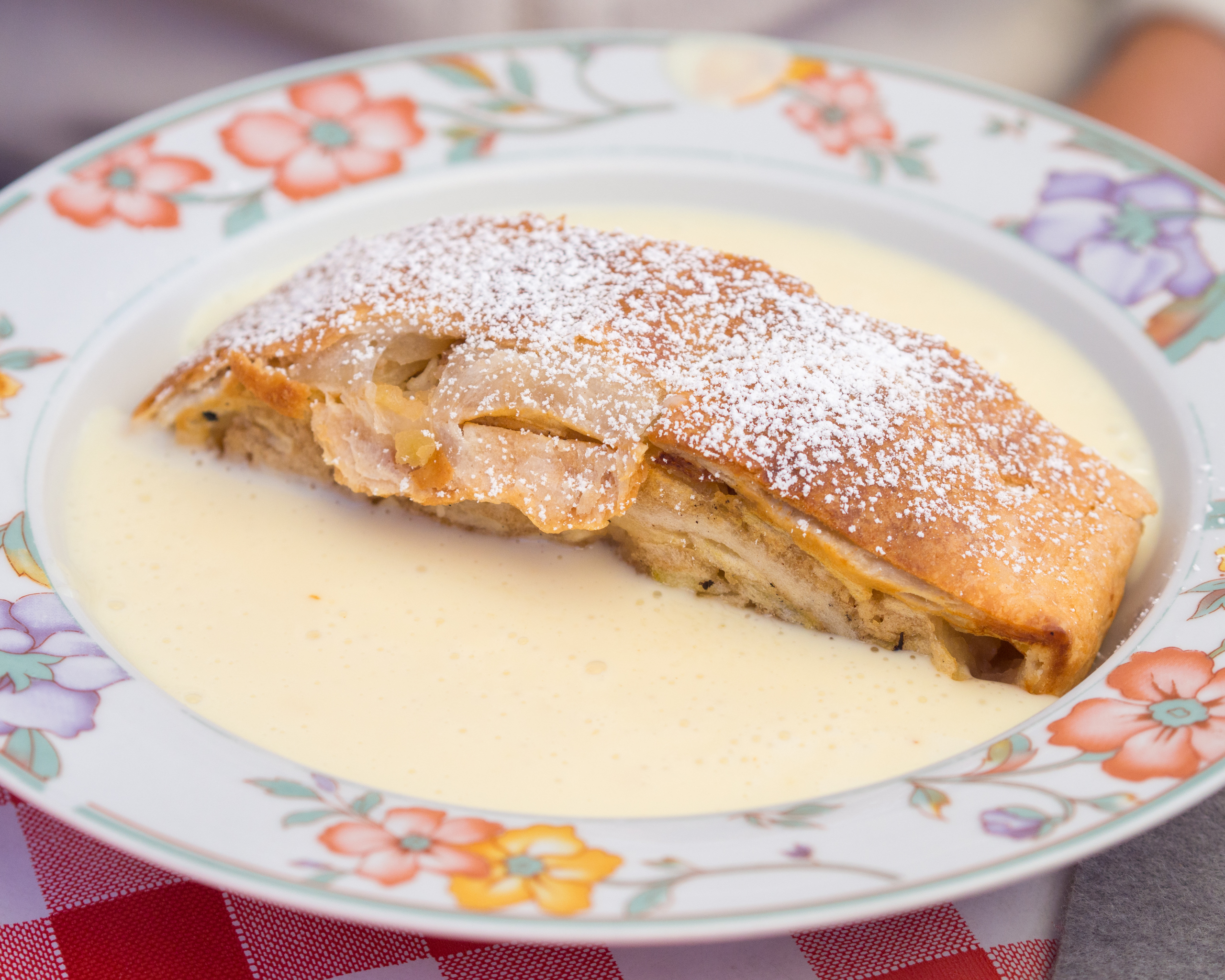
Яблучний штрудель, подається з ванільним соусом, в Тіролі, Австрія

В багатьох країнах популярні начинки з ванільного морозива, збитих вершків, заварного крему або ванільного соусу. Яблучний штрудель подається із чаєм, кавою або навіть шампанським і є одним із найпоширеніших частувань у віденських кафе.
 